# Amerikansk kråka
Amerikansk kråka (Corvus brachyrhynchos) är en vanlig och välkänd nordamerikansk fågel i familjen kråkfåglar inom ordningen tättingar.

## Utseende och läten
Amerikansk kråka är en medelstor (43–53 cm) helsvart kråka med kraftig näbb, långa ben och en relativt kort rundad stjärt. Den ses ofta flyga rätt högt i små lösa grupper. Lätet är ett tydligt "r"-löst kraxande, i engelsk litteratur återgivet "caaw", som hörs i en mängd olika betoningar och tonhöjder. Även ett ihåligt skallrande ljud kan höras. Ungfåglar är hesare och ljusare i rösten. Den näranog identiska alaskakråkan är något mindre med kortare stjärt och lätena är lite mörkare, hesare och snabbare, men närbelägna populationer av amerikansk kråka har läten som närmar sig.

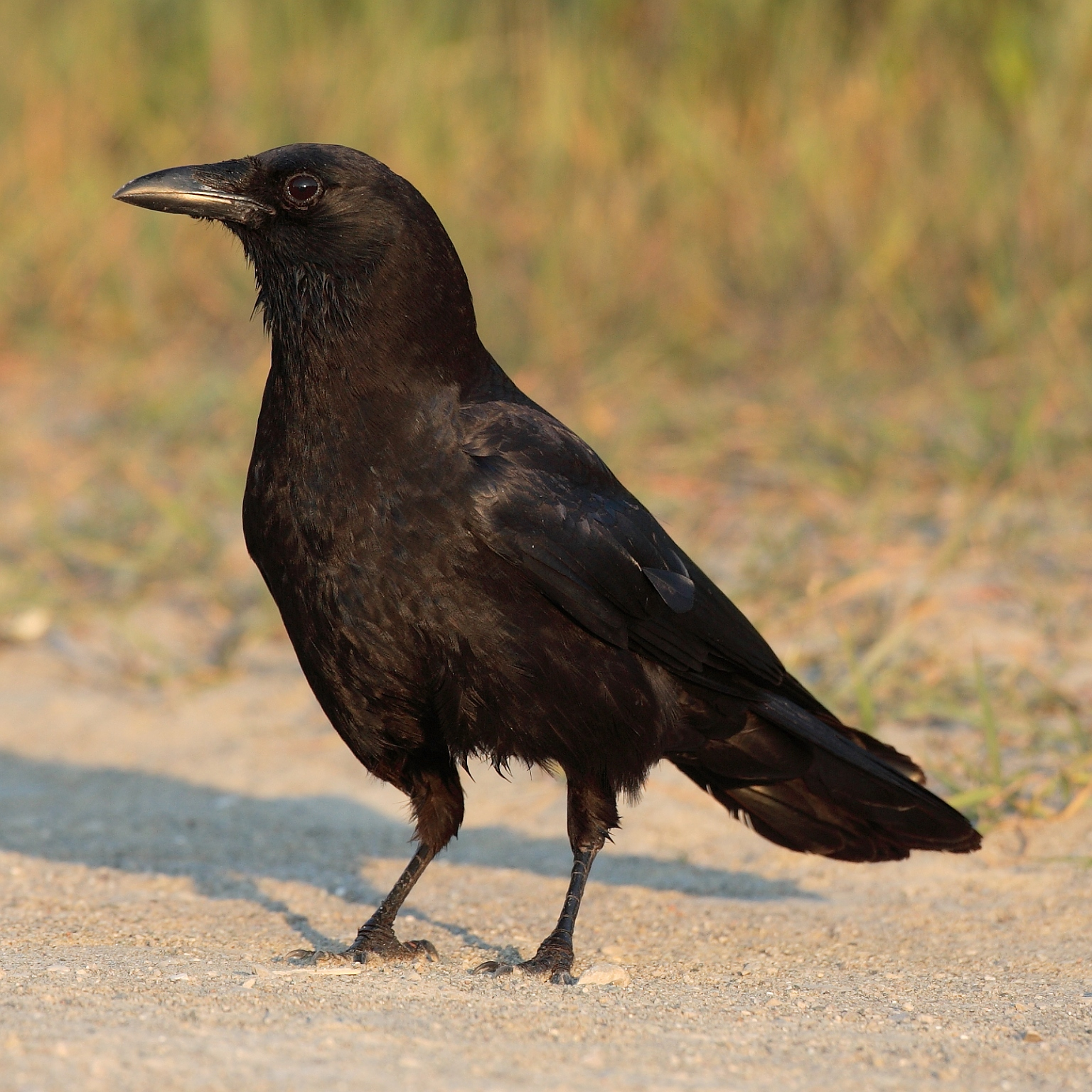

I östra USA kan den förväxlas med fiskkråkan (C. ossifragus), men denna är mindre med relativt litet huvud samt längre vingar och stjärt. Även lätena skiljer sig, det vanligaste ett kort och nasalt "cah" eller "cah-ah".

## Utbredning och systematik
Amerikansk kråka förekommer i stora delar av Nordamerika. Det är omdiskuterat hur många underarter den bör delas in i. Clements et al erkänner numera följande fem:
- Corvus brachyrhynchos hesperis – förekommer från norra British Columbia till sydvästra USA och norra Baja California
- Corvus brachyrhynchos caurinus – förekommer på Kodiak Island samt i kustnära södra Alaska söderut genom British Columbia till sydvsätra Washington
- Corvus brachyrhynchos brachyrhynchos – förekommer från centrala och östra Kanada till de östra centrala delarna av USA; övervintrar så långt söderut som sydöstra USA
- Corvus brachyrhynchos paulus – förekommer i östra och sydöstra USA
- Corvus brachyrhynchos pascuus – förekommer på Floridahalvön

Underarten paulus inkluderas av vissa i hesperis och av andra i nominatformen. Ofta urskiljs även underarten hargravei med utbredning i västcentrala USA.
Underarten caurinus behandlades fram tills nyligen som egen art, ”alaskakråka”. Sentida studier har dock visat på att den hybridiserar i så stor omfattning med underarten hesperis att den inte längre kan anses utgöra en biologiskt åtskild art.

## Levnadssätt
Amerikansk kråka ses sällan långt från människan och återfinns i alla typer av öppna områden, alltifrån stränder och jordbruksbygd till förortsområden och öppen skog. Födan är som hos andra kråkor mycket varierad och omfattar bland annat små däggdjur, fågelägg, fiskar, sniglar, insekter, frön, frukt och avfall. Den bygger bon från februari till början av juni, en till två månader tidigare än fiskkråkan. Nattetid formar den stora grupper i träd där tusentals kråkor kan ta nattkvist.

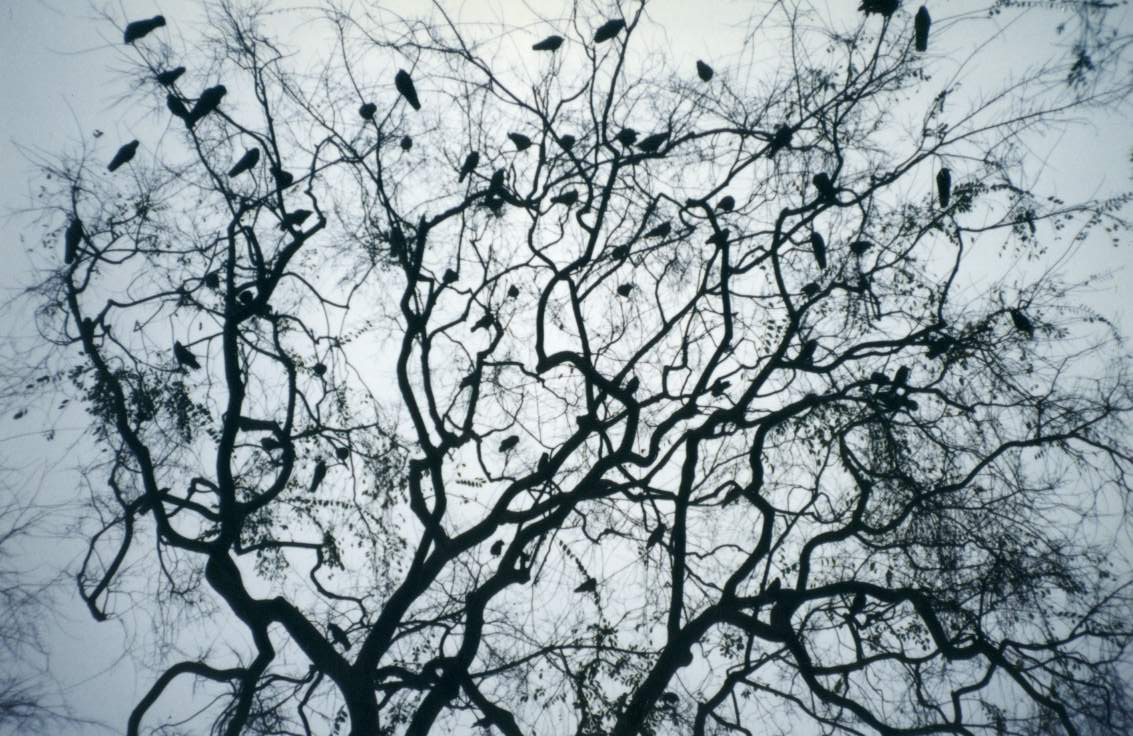
Amerikanska kråkan är känd för att samlas i stora grupper för att ta nattkvist.

## Status och hot
Arten har ett stort utbredningsområde och en stor population, och tros öka i antal. Utifrån dessa kriterier kategoriserar IUCN arten som livskraftig (LC).